# Жълточерна тъпочовка
Жълточерна тъпочовка (Mycerobas icterioides) е вид птица от семейство Чинкови (Fringillidae).

## Разпространение
Видът е разпространен в Афганистан, Индия, Непал и Пакистан.